# بيغي كيرك بيل
بيغي كيرك بيل (بالإنجليزية: Peggy Kirk Bell)‏ هي لاعبة غولف أمريكية، ولدت في 28 أكتوبر 1921 في فندلي في الولايات المتحدة، وتوفيت في 23 نوفمبر 2016.

## وصلات خارجية
- بيغي كيرك بيل على موقع رابطة لاعبات الغولف المحترفات (الإنجليزية)
- بيغي كيرك بيل على موقع قاعة كارولاينا الشمالية للمشاهير الرياضية (الإنجليزية)